# 大久保忠教
大久保忠教（1560年—1639年4月2日、永祿3年-寬永3年2月29日）是日本戰國時代武將，德川家家臣，大久保忠員八男，通稱彥左衛門。三河物語作者。

## 經歷
17歲首次上戰場，與哥哥大久保忠世跟隨德川家康，參與遠江平定戰、高天神城之戰，並討取岡部元信。天正13年（1585年）第一次上田城之戰也奮戰不懈。小田原征伐後，成為小田原城主忠鄰部下，獲封小田原城其中3000石。在關原之戰中為德川軍的槍奉行，參與第二次上田城之戰。1612年因大久保長安事件而失勢，不過很快獲家康封為三河國額田郡坂崎1000石旗本。慶長19年（1614年）大坂冬之陣仍擔任槍奉行，後來跟隨二代將軍德川秀忠上洛，在家光時代更增封1000石成為旗奉行。寬永12年（1635年）移封常陸國鹿嶋，晚年編寫三河物語，1639年病逝，享年80。